# Doctor Mora
Doctor Mora è un comune dello stato di Guanajuato, nel Messico centrale, il cui capoluogo è l'omonima località.
La popolazione della municipalità è di 25.021 abitanti (2014) e copre un'area di 230,90 km².
Il nome ricorda José María Luis Mora, patriota messicano.